# Embourie
Embourie est une commune du sud-ouest de la France située dans le département de la Charente (région Nouvelle-Aquitaine).
Le 1er janvier 1974, elle s'est associée à celle de Paizay-Naudouin et fait maintenant partie de Paizay-Naudouin-Embourie à la suite de l'arrêté préfectoral du 28 décembre 1973.

## Géographie

### Localisation et accès
La commune d'Embourie est une commune associée du Nord Charente proche des Deux-Sèvres; elle fait partie du canton de Villefagnan, à 44 km au nord d'Angoulême.
Le bourg est situé à 4,5 km au nord-ouest de Villefagnan et à 2,5 km à l'est de Paizé-Naudouin.
À l'écart des axes importants, la commune est traversée par la D.740, route de Confolens à Niort par Ruffec, Villefagnan et Chef-Boutonne, et qui passe à Embourie.
La gare la plus proche est celle de Ruffec, desservie par des TER à destination d'Angoulême et de Poitiers. Une ligne TGV est disponible à la gare d'Angoulême ou de Poitiers afin de rejoindre Paris et Bordeaux.

### Communes limitrophes
|                 | Theil-Rabier |               |
| Paizay-Naudouin | Embourie     | La Magdeleine |
|                 | Empuré       |               |

## Toponymie
Une forme ancienne est Emborisio (non daté, mais Moyen Âge).
L'origine du nom d'Embourie remonterait à un nom de lieu latin Emporium, « le marché », mais Jean Talbert admet qu'il serait rare de rencontrer ce mot en dehors de la côte méditerranéenne, et suggère une origine gauloise : Amborigia (villa), dérivé d'un nom de personne gaulois, Amborix,.

## Histoire
De nombreux vestiges antiques ont été retrouvés sur la commune, en particulier une ancienne villa romaine des Ier et IVe siècles, à 50 m à l'ouest du bourg.
Les plus anciens registres paroissiaux remontent à 1673.

## Démographie
L'évolution du nombre d'habitants est connue à travers les recensements de la population effectués dans la commune depuis 1793. À partir du 1er janvier 2009, les populations légales des communes sont publiées annuellement dans le cadre d'un recensement qui repose désormais sur une collecte d'information annuelle, concernant successivement tous les territoires communaux au cours d'une période de cinq ans. 
Pour les communes de moins de 10 000 habitants, une enquête de recensement portant sur toute la population est réalisée tous les cinq ans, les populations légales des années intermédiaires étant quant à elles estimées par interpolation ou extrapolation. Pour la commune, le premier recensement exhaustif entrant dans le cadre du nouveau dispositif a été réalisé en ,.
En 2010, la commune comptait 79 habitants.
| 1793 | 1800 | 1806 | 1821 | 1831 | 1841 | 1846 | 1851 | 1856 |
| ---- | ---- | ---- | ---- | ---- | ---- | ---- | ---- | ---- |
| 283  | 296  | 297  | 326  | 347  | 324  | 319  | 300  | 291  |

| 1861 | 1866 | 1872 | 1876 | 1881 | 1886 | 1891 | 1896 | 1901 |
| ---- | ---- | ---- | ---- | ---- | ---- | ---- | ---- | ---- |
| 270  | 294  | 253  | 233  | 261  | 268  | 229  | 225  | 198  |

| 1906 | 1911 | 1921 | 1926 | 1931 | 1936 | 1946 | 1954 | 1962 |
| ---- | ---- | ---- | ---- | ---- | ---- | ---- | ---- | ---- |
| 196  | 179  | 163  | 177  | 153  | 164  | 148  | 127  | 128  |

| 1968 | 2010 | - | - | - | - | - | - | - |
| ---- | ---- | - | - | - | - | - | - | - |
| 96   | 79   | - | - | - | - | - | - | - |

### Remarques
En 2010, la commune comptait 79 habitants.

## Lieux et monuments

### Patrimoine religieux

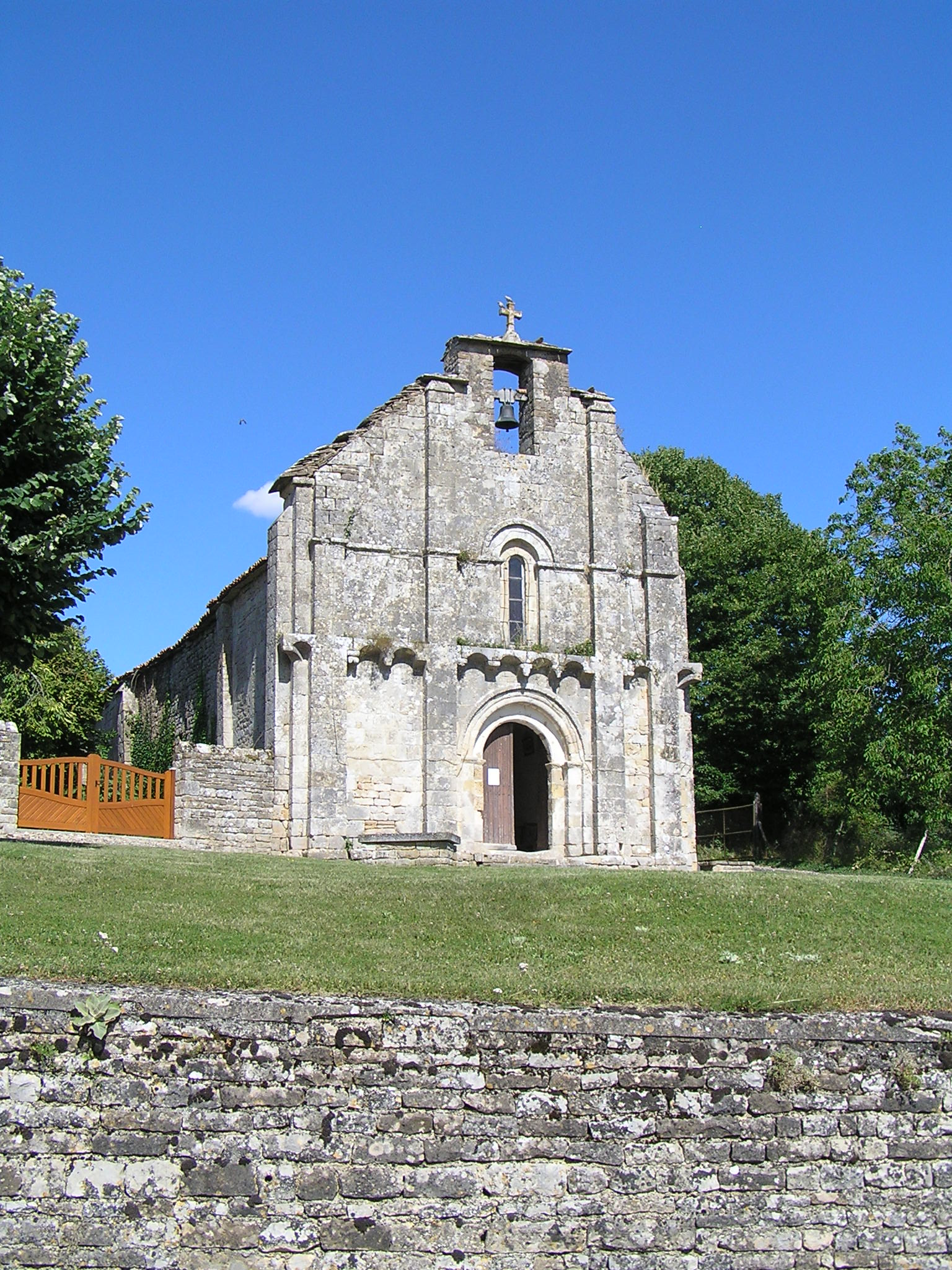
L'église d'Embourie

L'église Saint Genis d' Embourie, du XIIe siècle, est remarquable par les modillons symboliques qui ornent sa façade. L'édifice est un carré long avec abside droite; voûte en berceau à cintre brisé; portail plein cintre: archivolte à oves avec un entrelacement.
Elle est inscrite monument historique depuis 1987. Cette église a été restaurée pendant les années 2012 à 2015.

### Villa gallo-romaine des Châteliers
Le site archéologique de la villa gallo-romaine des Châteliers, à Embourie, est formé de substructions gallo-romaines des Ier et IVe siècles.
Connu depuis le début du XIXe siècle, le site antique des Châteliers a fait l’objet de campagnes de fouilles régulières depuis 1968. Celles-ci ont partiellement mis au jour l'espace résidentiel d’une exploitation agricole. Une vaste villa en pierre a remplacé les premiers bâtiments en bois et torchis, au IIe siècle. L’adoption de ce matériau témoigne de l’assimilation et de la maîtrise des savoir-faire romains. 
Au Ve siècle, les activités quotidiennes, artisanales et agricoles se côtoient dans un même espace richement décoré de peintures murales aux thèmes variés comme la chasse, le théâtre… 
La villa des Châteliers, propriété privée, est en accès libre toute l'année. Le site, qui domine le pays environnant, est classé monument historique depuis 1983.
En 2008, le site a fêté ses 40 ans de fouilles archéologiques.

Villa gallo-romaine des Châteliers
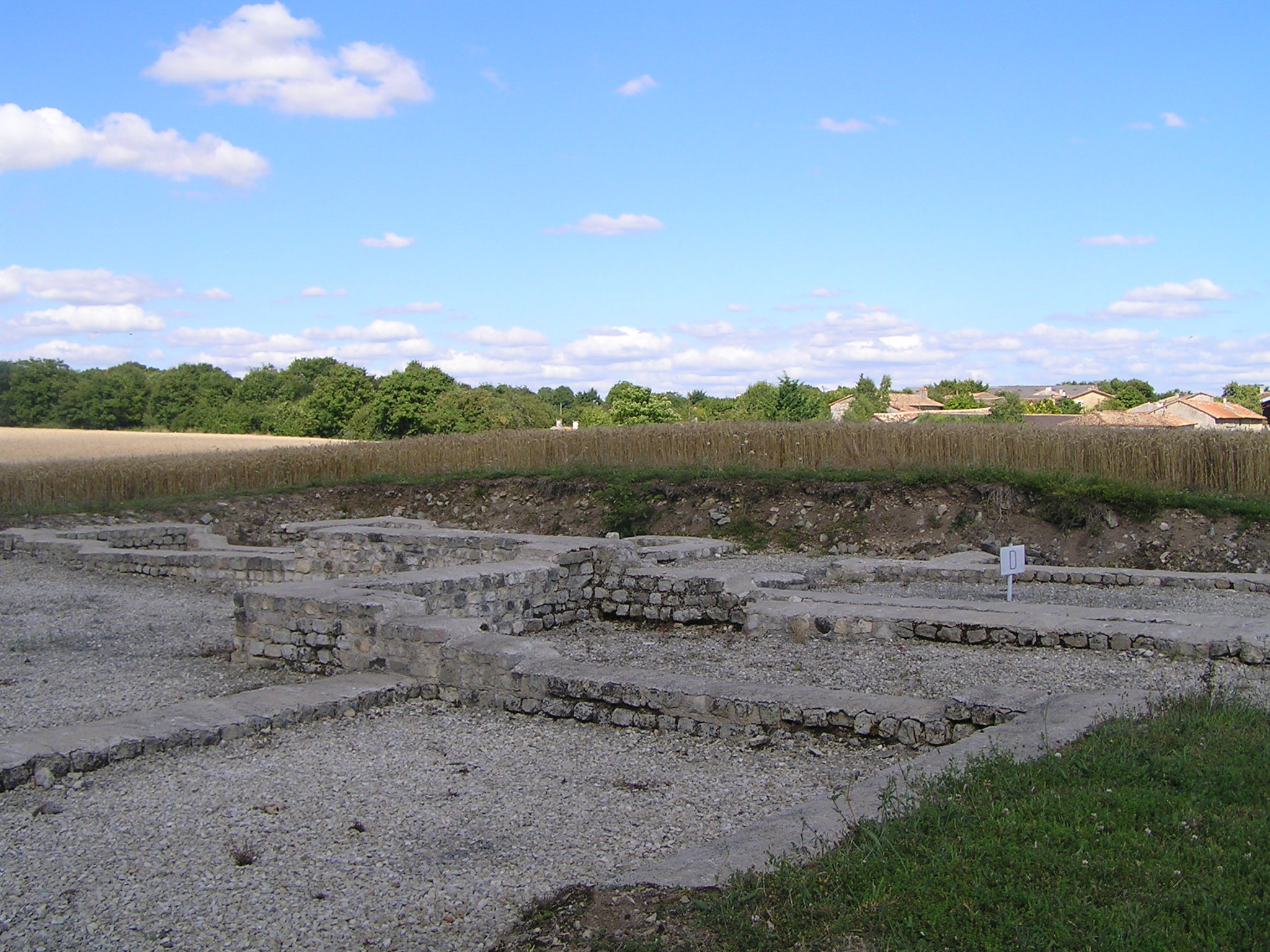
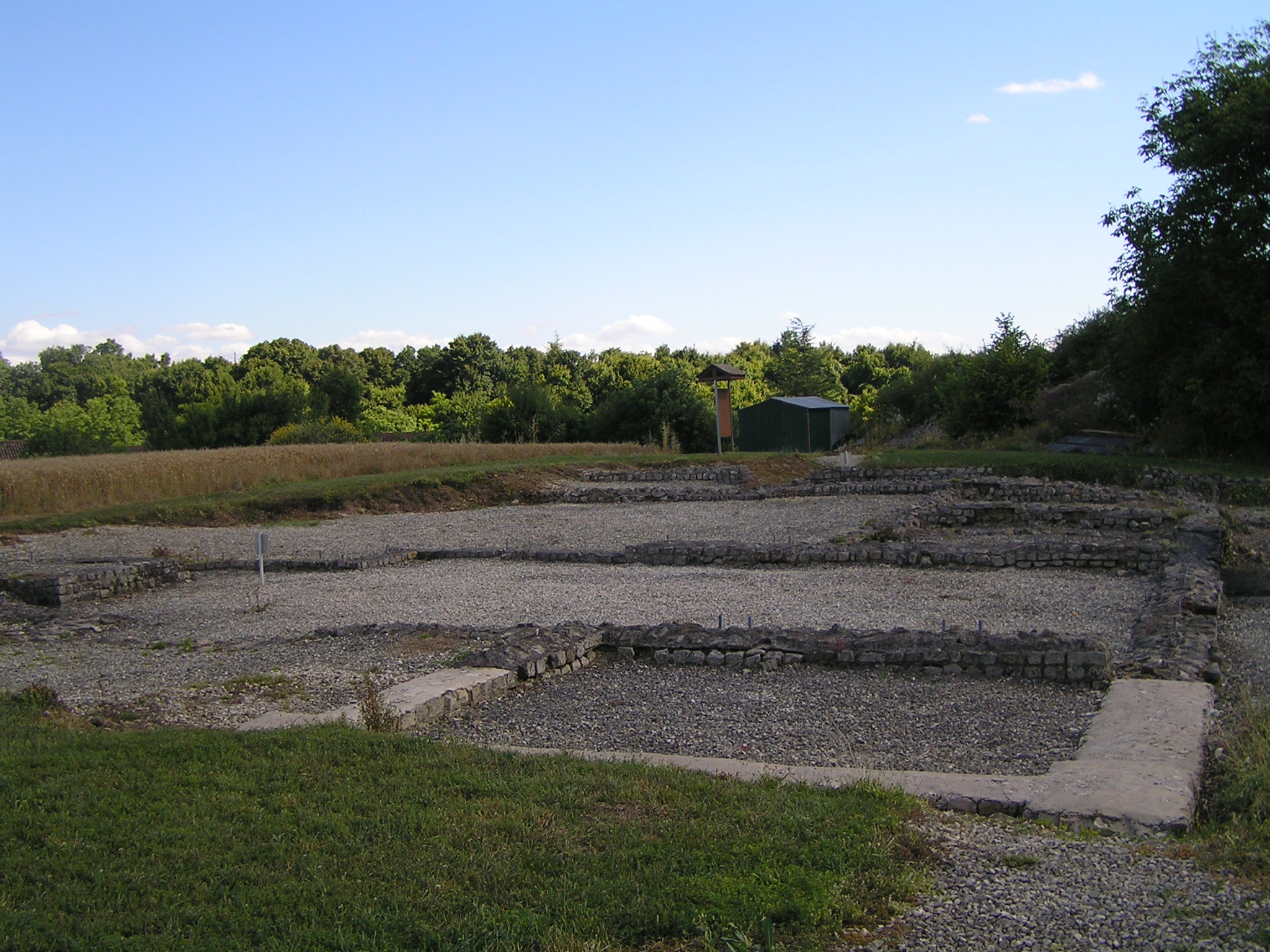
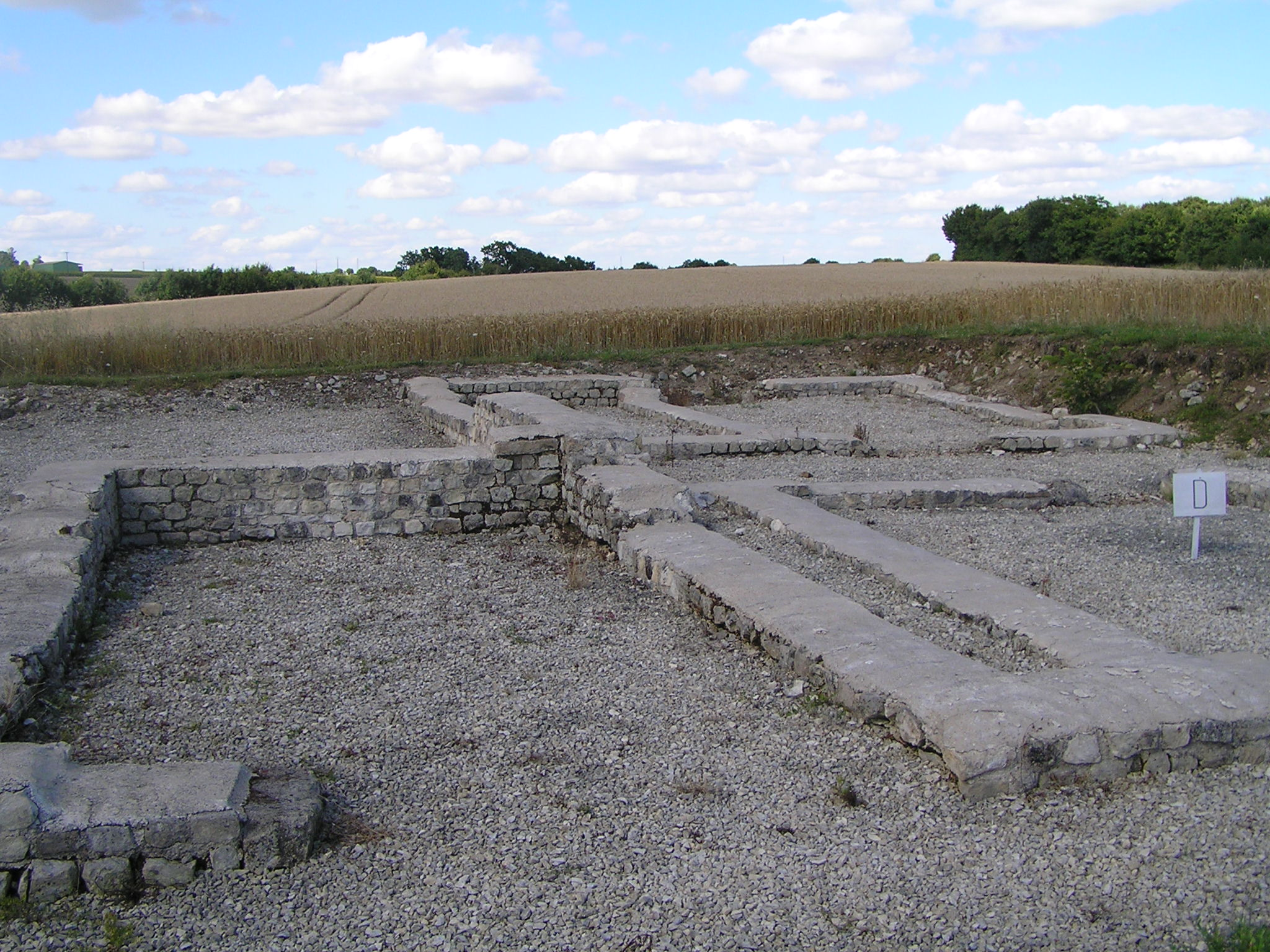